# Žamberk

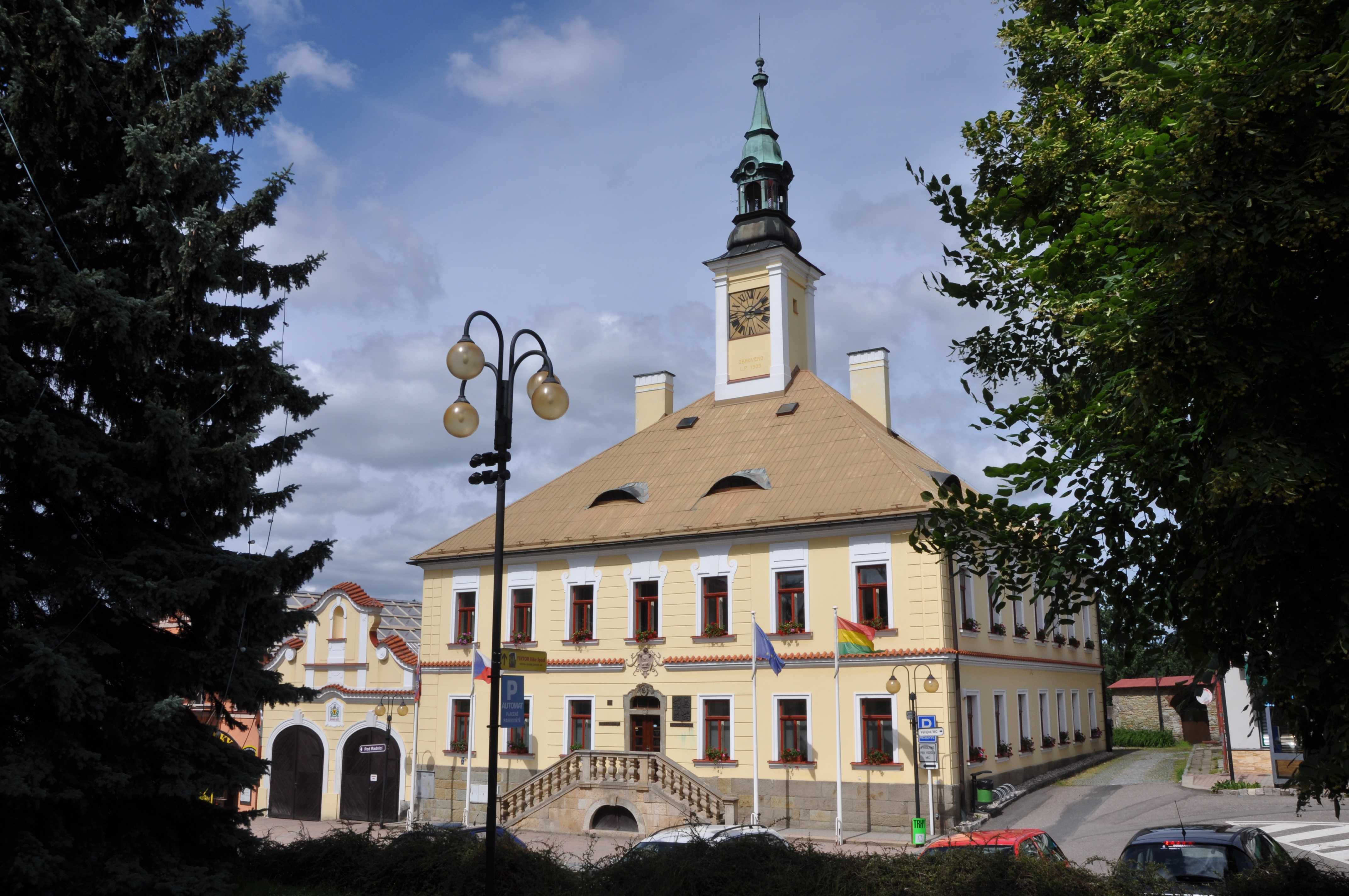
Das Rathaus

Žamberk (deutsch Senftenberg) ist eine Stadt in der Region Pardubický kraj in Tschechien. Sie liegt im Tal der Wilden Adler am Fuß des Kapelský vrch. Wegen ihrer Lage wird sie auch als das Tor zum Adlergebirge bezeichnet.

## Geschichte
Senftenberg entstand vermutlich in der zweiten Hälfte des 13. Jahrhunderts an einer wichtigen Handelsstraße von Mähren in die böhmische Grafschaft Glatz und wurde 1332 erstmals erwähnt. Aus nicht bekannten Gründen wurden die Besitzungen von Senftenberg geteilt. Eine Hälfte gehörte den Burgherren von Žampach (Sandbach), die andere den Burgherren von Lititz. Zu den wechselnden Besitzern gehörten auch die böhmischen Könige Johann von Luxemburg (1339–1341) und Karl IV. (1355–1367 Žampacher Hälfte) sowie 1427–1471 Georg von Podiebrad. Dessen Sohn Heinrich d. Ä. verkaufte die verschuldete Herrschaft Lititz, zu der eine Hälfte von Senftenberg gehörte, 1495 an Wilhelm II. von Pernstein. Der nächste Besitzer wurde 1555 der Wittelsbacher Ernst von Bayern, dem auch die benachbarte Grafschaft Glatz gehörte. Nach dessen Tod 1560 verkauften seine Erben 1563 die Herrschaft Lititz dem Nikolaus von Bubna (Mikuláš z Bubna a z Litic). Er erwarb 1575 auch die zur Herrschaft Žampach gehörende Hälfte von Senftenberg. Vor 1600 errichtete er in Senftenberg ein Renaissance-Schloss, das er zum Sitz der neu gebildeten Herrschaft Senftenberg bestimmte.
Im Dreißigjährigen Krieg wurde Senftenberg durch einen Brand zum großen Teil zerstört. 1643 brannten die Schweden auch das Schloss nieder. Franz Adam von Bubna (František Adam z Bubna a Litic) veranlasste den Wiederaufbau und verlieh der Stadt mehrere Privilegien und Erleichterungen. Auch in den Schlesischen Kriegen wurde Senftenberg mehrmals sowohl von den Preußen als auch den Kaiserlichen besetzt.
Gräfin Anna Karolina von Bubna verkaufte die verschuldete Herrschaft Senftenberg 1809 an Verian Alfred Windisch-Graetz, der das verkommene Schloss im Stil des Empire umbauen ließ.
1815 erwarb John Parish, der älteste Sohn des gleichnamigen Hamburger Kaufmanns John Parish Schloss und Herrschaft Senftenberg, die zu dieser Zeit aus 20 Dörfern mit insgesamt 15.000 Untergebenen bestand. Er war ein großer Förderer von Wissenschaft und Kunst und selbst an Mathematik und Astronomie interessiert. 1844 richtete er in Senftenberg eine Sternwarte ein, die er mit modernen Geräten ausstattete. Während seiner Herrschaft wurde 1848 die Untertätigkeit abgeschafft. 1858 gingen die Besitzungen an George Parish über, der die herrschaftlichen Güter und die Gutsbrauerei modernisierte. Dessen Nachfolger Oskar Parish gehörte ab 1895 dem Böhmischen Landtag an. 1899 wurde er mit dem Zusatz von Senftenberg geadelt. Nach dem Zweiten Weltkrieg wurde die Familie Parish von Senftenberg enteignet. Nach der Samtenen Revolution erhielt sie das Schloss im Wege der Restitution zurück.
Die Stadt lag von 1868 bis 1918 im politischen Bezirk Senftenberg im Königreich Böhmen der Habsburgermonarchie. Seit 1918 gehört sie zur Tschechoslowakei.

## Stadtgliederung
Für Žamberk sind keine Ortsteile ausgewiesen. Grundsiedlungseinheiten sind Betlém, Karlovické Předměstí, Orlické Předměstí, Pod Rozálkou, Polsko, U Kunvaldou, U trati, Velký hájek, Za zámkem und Žamberk-střed. 

## Sehenswürdigkeiten

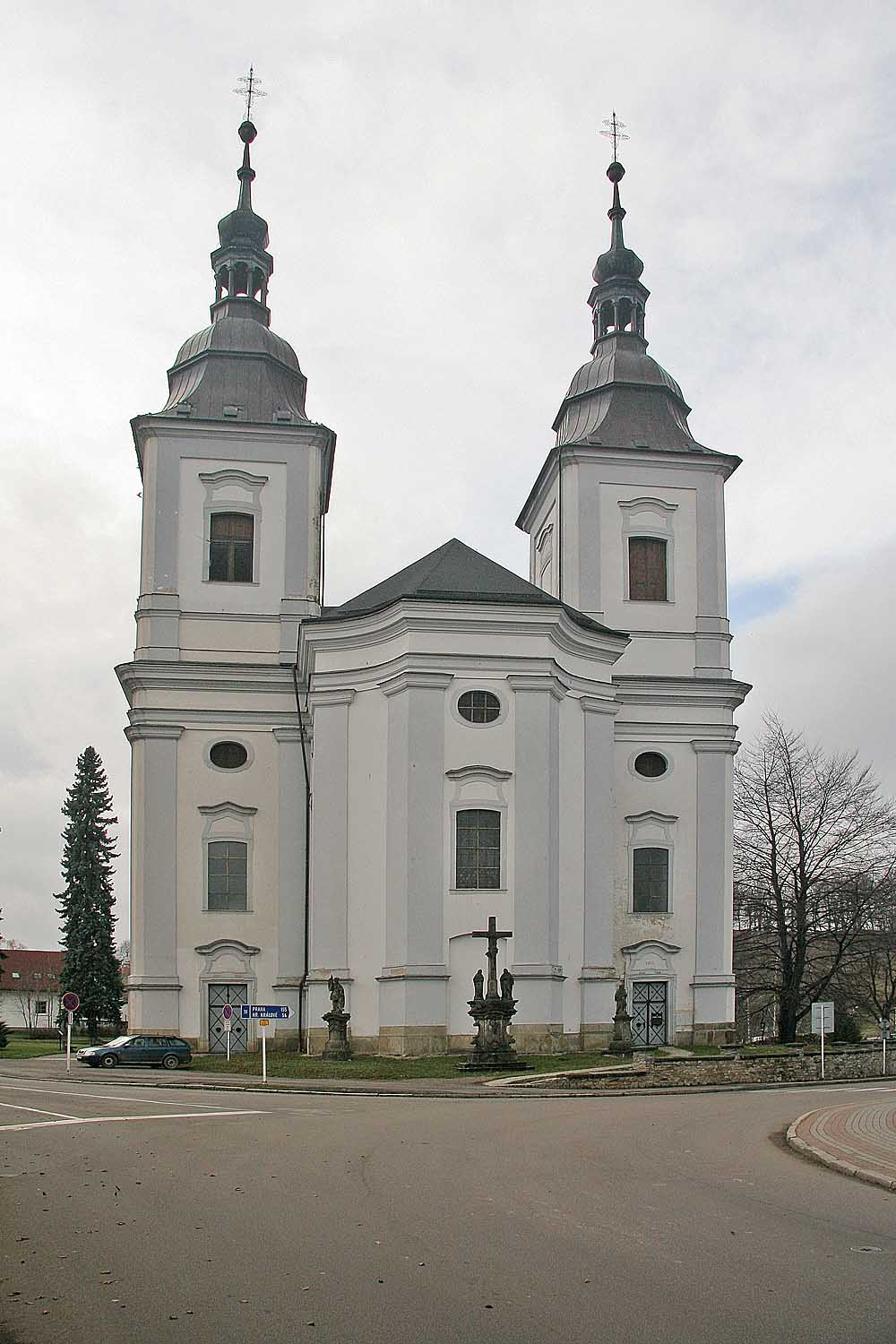
Barockkirche St. Wenzel

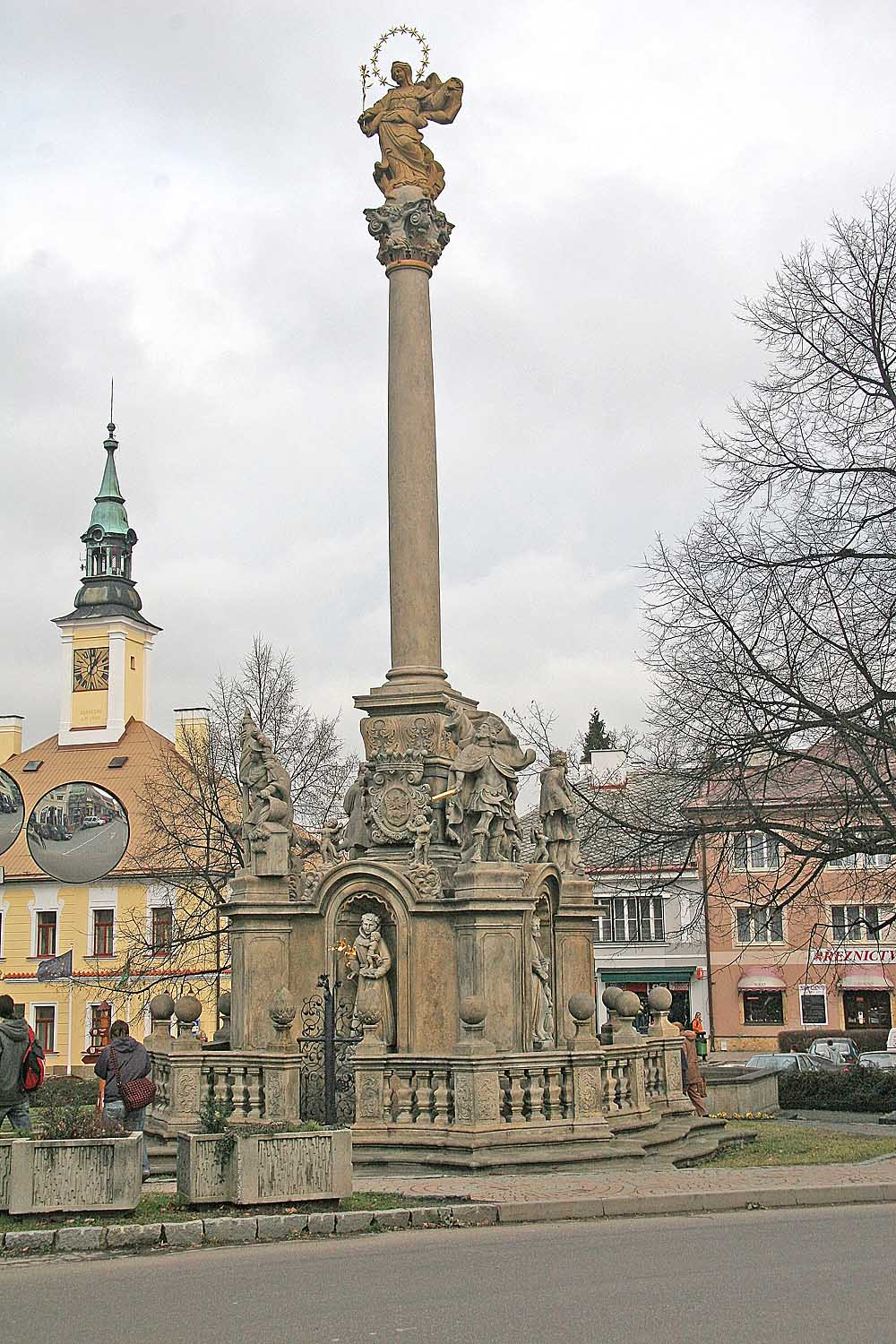
Mariensäule

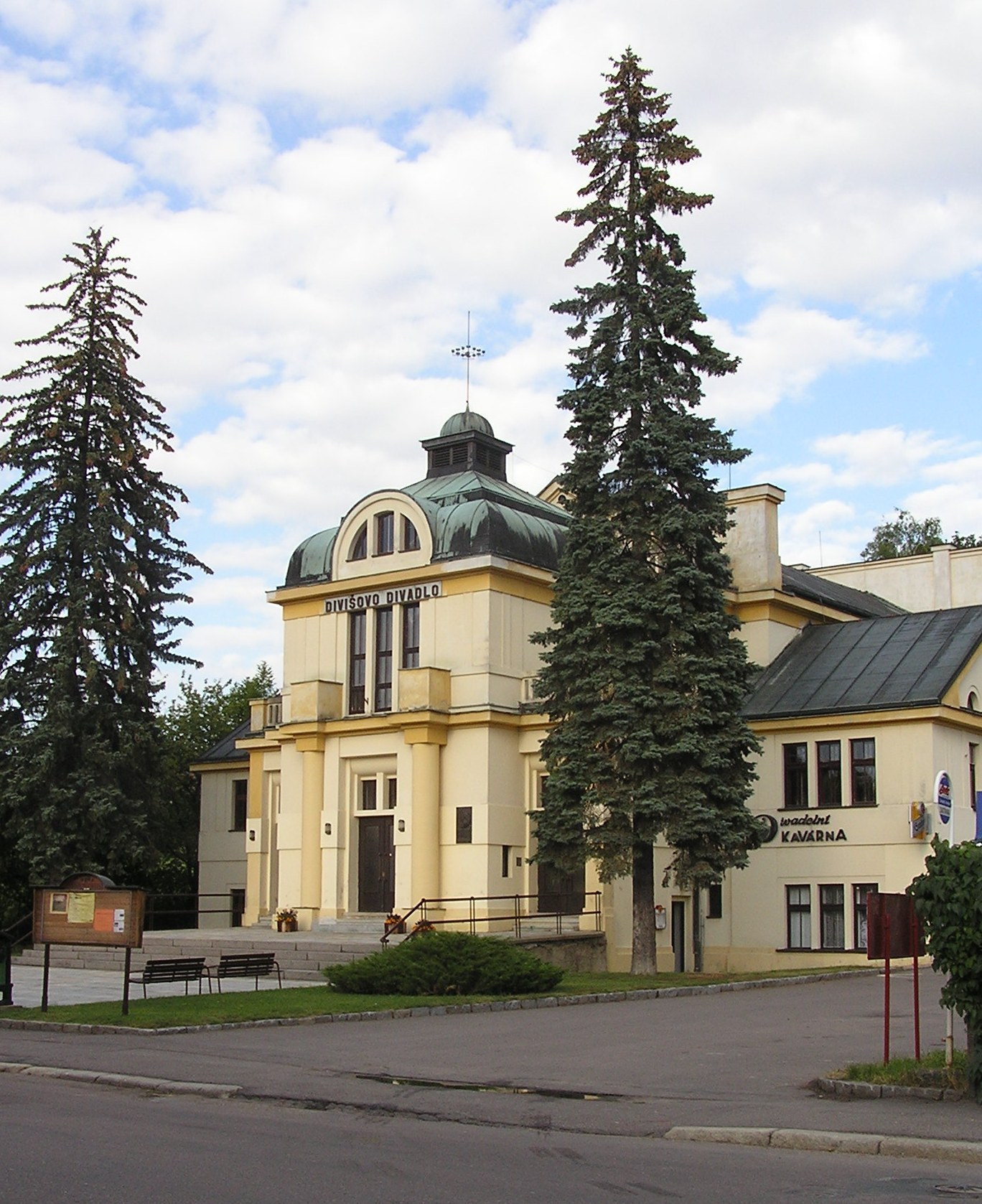
Diviš-Theater

- Das Schloss Žamberk wurde vor 1600 durch die Herren von Bubna errichtet und mehrmals umgebaut.
- Die St.-Wenzels-Kirche wurde 1729–1738 im Barockstil errichtet.
- Das Gebäude des heutigen Stadtmuseums wurde ursprünglich als Catherine-Hospital durch John Parish 1845 errichtet.
- Marktplatz mit Rathaus, Mariensäule, Marktbrunnen und historischen Bauten.
- ehemalige Synagoge und jüdischer Friedhof
- Museum alter Maschinen und Technologien, untergebracht in einem historischen Industriekomplex

## Persönlichkeiten

### Im Ort geboren
- Josef Jan Šarapatka (1731–1820), Musiker und Komponist
- Eduard Albert (1841–1900), Universitätsprofessor und Chirurg, der seine Tätigkeit vor allem in Wien ausübte und mit dem Bau seiner Villa den Grundstein für das Lungensanatorium Albertinum legte
- Václav F. Kumpošt (1843–1874), Gründer der Zeitschrift Weltall (Vesmír)
- August Seydler (1849–1891), Physiker und Astronom
- František Albert (1856–1923), Arzt, Schriftsteller und Übersetzer
- Tereza Svatová (1858–1940), Schriftstellerin
- Jan Hejčl (1868–1935), Dekan der Theologischen Universität in Olmütz, Forscher und Schriftsteller
- František Rous (1872–1936), Bildhauer
- Josef Ježek (1884–1969), Generalmajor der Gendarmerie, Politiker und Innenminister
- Josef Knop (1909–1966), General
- Eduard Landa (1926–2006), Maler
- Petr Eben (1929–2007), Komponist und Pädagoge

### Im Ort wirkten
- Michael von Žamberk († 1504), Bischof der Unität der Böhmischen Brüder
- Theodor Brorsen (1819–1895), dänischer Astronom
- Oskar Parish von Senftenberg (1864–1925), Großgrundbesitzer auf Senftenberg
- Emil Vonwiller[5], (1825–1902), Industrieller
- Oldřich Marek (1911–1986), Pädagoge und Entomologe

## Partnerstädte
- Fresagrandinaria, Italien
- Miharu, Japan
- Nowa Sól, Polen
- Püttlingen, Deutschland
- Rice Lake (Wisconsin), USA
- Saint-Michel-sur-Orge, Frankreich
- Senftenberg, Deutschland
- Senftenberg (Niederösterreich), Österreich
- Veszprém, Ungarn